# Nova Kakhovka
Nova Kakhovka (ukrainsk: Нова́ Кахо́вка; russisk: Новая Каховка) er en by i Kherson oblast i det sydlige Ukraine, anerkendt som Monument for Arkitektur, og var en del af Kommunismens store byggeprojekter. Den er centrum for Kakhovka rajon. Nova Kakhovka er vært for administrationen af Nova Kakhovka hromada, en af hromadaerne i Ukraine.
Det er en vigtig flodhavn ved floden Dnepr og Kakhovskereservoiret bag dæmningen ved Det Kakhovske Vandkraftværk. Det er også stedet for Tavria Games, (ukrainsk: Таврійські ігри, translit. Tavriys'ki ihry), den mest populære årlige internationale musikfestival i regionen. Nova Kakhovka har en befolkning på omkring 45.069 (2021) indbyggere.
Byen ligger i øjeblikket i en region, der er omstridt af russiske og ukrainske styrker i forbindelse med Ruslands invasion af Ukraine 2022.